# إقليم سبأ
إقليم سبأ وهو أحد أقاليم اليمن الستة التي اعلن عنها في يوم الاثنين الموافق 10 فبراير 2014 حسب مخرجات الحوار الوطني، ليكون منطقة حكم ذاتي فيدرالي في شمال اليمن ويضم «إقليم سبأ» ثلاث ولايات يمنية وهي مأرب والجوف والبيضاء وعاصمتها مدينة مأرب.

## التقسيم الإداري
| م        | المحافظة       | المساحة كم2 | السكان    |
| -------- | -------------- | ----------- | --------- |
| 1        | محافظة الجوف   | 39,495      | 681,408   |
| 2        | محافظة البيضاء | 9,314       | 790,105   |
| 3        | محافظة مأرب    | 17,405      | 372,403   |
| الإجمالي | الإجمالي       | 66,214      | 1,843,916 |

## واصلات خارجية
- موقع إقليم سبأ